# بایرناومبورگ
بایرناومبورگ (به آلمانی: Beyernaumburg) یک منطقهٔ مسکونی در آلمان است که در آل‌اشتد واقع شده‌است. بایرناومبورگ  ۷۷۸ نفر جمعیت دارد.